# 1254 Erfordia
1254 Erfordia (1932 JA) là một tiểu hành tinh vành đai chính được phát hiện ngày 10 tháng 5 năm 1932 bởi Hartmann, J. ở La Plata.